# Arteria axilar
La arteria axilar es una arteria que constituye la continuación de la subclavia; en el punto en que esta alcanza el borde lateral de la primera costilla y de la primera digitación del músculo serrato anterior, penetra en la fosa axilar y se convierte en la arteria axilar.
Comienza cuando la arteria subclavia atraviesa la primera costilla, y se extiende hasta el borde inferior del músculo pectoral mayor, donde se convierte en arteria braquial.
En su trayecto, y cuando el brazo está extendido a lo largo del cuerpo, la arteria axilar se dirige oblicuamente inferior, lateral y posterior, describiendo una curva de concavidad inferomedial. Es rectilínea cuando el brazo se extiende horizontalmente. 

## Relaciones
La arteria penetra en la fosa axilar por su vértice, limitado anteriormente por la clavícula y el músculo subclavio, medialmente por la primera costilla y la primera digitación del músculo serrato anterior, sobre las cuales se apoya, y lateral y posteriormente a la apófisis coracoides y el borde superior de la escápula. Atraviesa la fosa axilar hasta su base, donde se convierte en arteria braquial. Presenta, por lo tanto, relaciones más o menos inmediatas con las cuatro paredes de la fosa axilar, si bien se halla más cercana a las paredes anterior y medial, sobre todo en la parte superior.
Se relaciona:
- Anteriormente con la fascia clavipectoral y los músculos que envuelve, es decir, los músculos subclavio y pectoral menor; en un plano más anterior, se halla el músculo pectoral mayor.
- Posteriormente, la arteria axilar cruza sucesivamente, de superior a inferior, los músculos subescapular, redondo mayor y dorsal ancho.
- Lateralmente, contacta con el músculo coracobraquial, cuyo borde medial se insinúa progresivamente de superior a inferior, entre la arteria y la pared anterior.
- Medialmente está en relación con las dos primeras digitaciones del músculo serrato anterior; más inferiormente se aleja del este músculo de forma gradual, aproximándose mucho a las fascias y a los tegumentos de la base de la fosa axilar.

La arteria axilar se halla acompañada en toda su extensión por la vena axilar y los ramos principales del plexo braquial.

## Ramas
Para su estudio la arteria axilar está dividida en tres segmentos en su relación con el músculo pectoral menor. Así, distinguimos:
- Primer segmento - la parte de la arteria axilar situada superior al músculo.
- Segundo segmento - la parte de la arteria axilar situada por detrás del músculo (o atravesándolo).
- Tercer segmento - la parte de la arteria axilar situada inferior al músculo.

Conocida esa división, podemos dividir las seis ramas colaterales de la arteria axilar según el segmento, donde se incluyen:
- Primer segmento:

- Arteria torácica superior.
- Segundo segmento:

- Arteria torácica lateral o mamaria externa.
- Arteria toracoacromial o acromiotorácica.
- Tercer segmento:

- Arteria subescapular o escapular inferior.
- Arteria circunfleja humeral posterior.
- Arteria circunfleja humeral anterior.

## Árbol arterial completo en la Terminología Anatómica

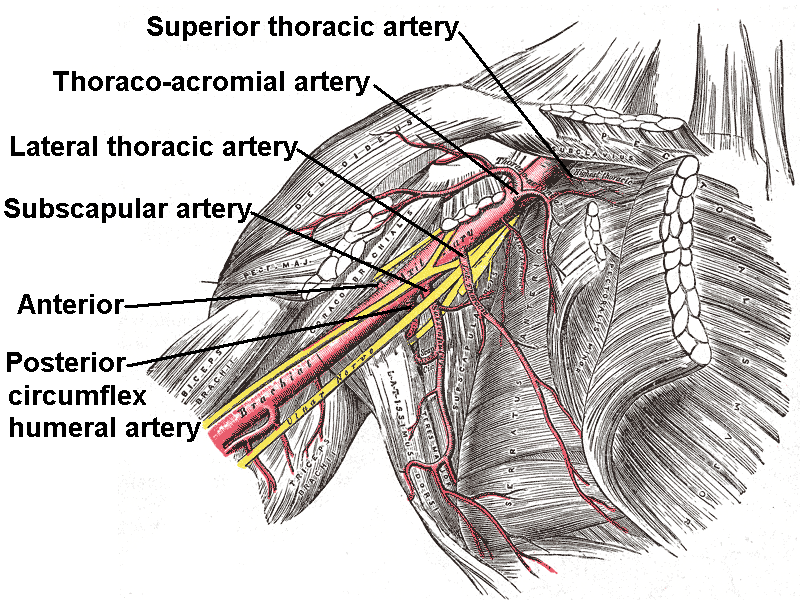
Ramas de la arteria axilar vistas frontalmente.

La Terminología Anatómica recoge para la arteria axilar el siguiente árbol:
A12.2.09.003 Ramas subescapulares de la arteria axilar (rami subscapulares arteriae axillaris)
A12.2.09.004 Arteria torácica superior (arteria thoracica superior)
A12.2.09.005 Arteria toracoacromial; arteria acromiotorácica (arteria thoracoacromialis)
- A12.2.09.006 Rama acromial de la arteria toracoacromial (ramus acromialis arteriae thoracoacromialis)
- A12.2.09.007 Red acromial de la arteria toracoacromial (rete acromiale arteriae thoracoacromialis)
- A12.2.09.008 Rama clavicular de la arteria toracoacromial (ramus clavicularis arteriae thoracoacromialis)
- A12.2.09.009 Rama deltoidea de la arteria toracoacromial (ramus deltoideus arteriae thoracoacromialis)
- A12.2.09.010 Ramas pectorales de la arteria toracoacromial (rami pectorales arteriae thoracoacromialis)

A12.2.09.011 Arteria torácica lateral (arteria thoracica lateralis)
- A12.2.09.012 Ramas mamarias laterales de la arteria torácica lateral (rami mammarii laterales arteriae thoracicae lateralis)

A12.2.09.013 Arteria subescapular (arteria subscapularis)
- A12.2.09.014 Arteria toracodorsal (arteria thoracodorsalis)
- A12.2.09.015 Arteria circunfleja escapular (arteria circumflexa scapulae)

A12.2.09.016 Arteria circunfleja humeral anterior (arteria circumflexa humeri anterior)
A12.2.09.017 Arteria circunfleja humeral posterior (arteria circumflexa humeri posterior)

## Distribución
Se distribuye hacia la extremidad superior, axila, tórax y hombro, continuándose con la arteria humeral.

## Círculo arterial periescapular
Artículo principal: Círculo arterial periescapular
Los estudios radiológicos y la disección muestran que, después de una ligadura de la arteria axilar a cualquier nivel, numerosas anastomosis aseguran la continuidad de las comunicaciones entre el cuello, el tórax y el miembro superior.
Estas anastomosis son frecuentes y constantes en la superficie y en la profundidad de los músculos; algunas se introducen en el periostio de la escápula y del húmero.

## Imágenes adicionales
|                                              |
| Venas de la axila derecha en visión frontal. |

|                                                                     |
| El plexo braquial derecho en la fosa axilar; visión inferoanterior. |

|                                                      |
| Nervios supraescapular y axilar en visión posterior. |